# Leo Grünstein
Leo Grünstein (geboren 18. Juli 1876 in Lemberg; gestorben 10. Jänner 1943 im KZ Theresienstadt) war ein österreichischer Kunst- und Literaturhistoriker.

## Leben
Grünstein besuchte zunächst das deutsche Gymnasium in Lemberg. Er absolvierte ein Studium der Rechts- und Staatswissenschaften sowie anschließend in Philologie, Germanistik und Kunstgeschichte an der Wiener Universität. Er war seit 1895 als freier Schriftsteller und Übersetzer aus dem Slawischen tätig und wurde 1901 Lehramtskandidat für Mittelschulen. Er wurde am 16. Juli 1907 mit der Dissertation „Johann Heinrich Merck als Kunstschriftsteller“ in Germanistik bei Jakob Minor zum Dr. phil. promoviert. Es folgten einige Studienreisen durch Deutschland. Er schrieb Essays über Wiener und internationale Zusammenarbeit, vergleichende Literatur- und kunsthistorische Schriften, lexikalische Einträge und Lyrik.
Grünstein war zudem Vorstandsmitglied des Deutschen Vereins des Schriftsteller- und Journalistenverbandes in Österreich und der Gesellschaft der Bilder- und Miniaturenfreunde. Er wohnte in der Kraftgasse Nr. 8 in Wien, ehe er in das Ghetto Theresienstadt deportiert wurde. Aus der Todesfallanzeige geht hervor, dass er ledig war. Als Todesursache wird eine Darminfektion mit einer Lungenentzündung angegeben.

## Veröffentlichungen (Auswahl)
- Gedichte. Akademischer Verlag, Leipzig/Wien 1906.
- Silhouetten aus der Goethezeit. Aus dem Nachlasse Johann Heinrich Merck’s. Löwy, Wien 1909 (archive.org).
- Minnelieder aus Österreich. Österreichische Verlagsgesellschaft E. Hölzel & Co., Wien 1921.
- Moritz Michael Daffinger und sein Kreis. Manz-Verlag, Wien 1923.
- Die Sammlung Professor Dr. Emerich Ullmann. (= Bildnisminiatur und ihre Meister. 1). A. Wolf, Wien 1925.
- Das Alt-Wiener Antlitz. Bildnisse und Menschen aus der ersten Hälfte des 19. Jahrhunderts. 2 Bände, Gilhofer & Ranschburg, Wien 1931.